# مقاطعة مورغان (أوهايو)
مقاطعة مورغان (بالإنجليزية: Morgan County)‏ هي إحدى مقاطعات ولاية أوهايو في الولايات المتحدة الأمريكية.

## أعلام
- إسحاق نايلور
- روفوس دوز
- جوزيف بيلي